# BBC HD

BBC HD 로고.

BBC HD는 BBC가 2006년부터 2013년까지 운영한 고선명 텔레비전 채널이다.